# 金鸚鯛
金鸚鯛，為輻鰭魚綱鱸形目隆頭魚亞目鸚哥魚科的其中一種，分布於西大西洋區，從美國佛羅里達州至巴西海域，棲息深度2-20公尺，體長可達28分，棲息在珊瑚礁，以藻類為食，可做為食用魚及觀賞魚。